# Cyprinella zanema
Cyprinella zanema är en fiskart som först beskrevs av David Starr Jordan & Alembert Winthrop Brayton, 1878.  Cyprinella zanema ingår i släktet Cyprinella och familjen karpfiskar. Inga underarter finns listade i Catalogue of Life.